# Nedre Långtjärnen, Hälsingland
Nedre Långtjärnen är en sjö i Ljusdals kommun i Hälsingland och ingår i Ljusnans huvudavrinningsområde.